# ستيفن أندرسون
ستيفن أندرسون (بالإنجليزية: Steven Anderson)‏ (19 ديسمبر 1985 إدنبرة المملكة المتحدة - ) هو لاعب كرة قدم بريطاني يلعب كمدافع.

## روابط خارجية
- ستيفن أندرسون على موقع قاعدة بيانات كرة القدم.إي يو (الإنجليزية)
- ستيفن أندرسون على موقع Soccerbase.com (لاعب) (الإنجليزية)
- ستيفن أندرسون على موقع Soccerway.com (الإنجليزية)